# U-626 (tàu ngầm Đức)
U-626 là một tàu ngầm tấn công  Lớp Type VII thuộc phân lớp Type VIIC được Hải quân Đức Quốc Xã chế tạo trong Chiến tranh Thế giới thứ hai. Nhập biên chế năm 1942, nó chỉ thực hiện được một chuyến tuần tra duy nhất và không đánh chìm được mục tiêu nào, trước khi mất tích trong Bắc Đại Tây Dương từ ngày 14 tháng 12, 1942 mà không rõ nguyên nhân.

## Thiết kế và chế tạo

### Thiết kế

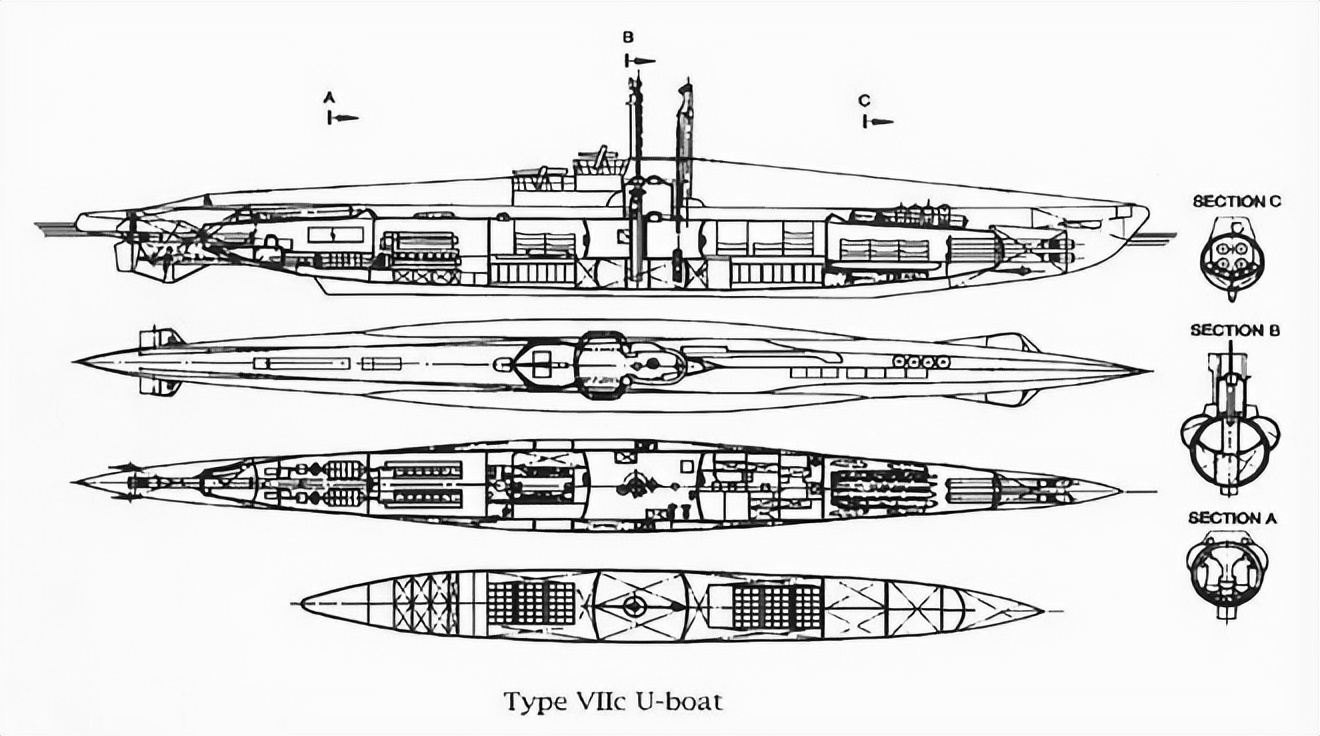
Sơ đồ các mặt cắt một tàu ngầm Type VIIC

Phân lớp VIIC của Tàu ngầm Type VII là một phiên bản VIIB được kéo dài thêm. Chúng có trọng lượng choán nước 769 t (757 tấn Anh) khi nổi và 871 t (857 tấn Anh) khi lặn). Con tàu có chiều dài chung 67,10 m (220 ft 2 in), lớp vỏ trong chịu áp lực dài 50,50 m (165 ft 8 in), mạn tàu rộng 6,20 m (20 ft 4 in), chiều cao 9,60 m (31 ft 6 in) và mớn nước 4,74 m (15 ft 7 in).
Chúng trang bị hai động cơ diesel Germaniawerft F46 siêu tăng áp 6-xy lanh 4 thì, tổng công suất 2.800–3.200 PS (2.100–2.400 kW; 2.800–3.200 bhp), dẫn động hai trục chân vịt đường kính 1,23 m (4,0 ft), cho phép đạt tốc độ tối đa 17,7 kn (32,8 km/h), và tầm hoạt động tối đa 8.500 nmi (15.700 km) khi đi tốc độ đường trường 10 kn (19 km/h). Khi đi ngầm dưới nước, chúng sử dụng hai động cơ/máy phát điện Garbe, Lahmeyer & Co. RP 137/c  tổng công suất 750 PS (550 kW; 740 shp). Tốc độ tối đa khi lặn là 7,6 kn (14,1 km/h), và tầm hoạt động 80 nmi (150 km) ở tốc độ 4 kn (7,4 km/h). Con tàu có khả năng lặn sâu đến 230 m (750 ft).
Vũ khí trang bị có năm ống phóng ngư lôi 53,3 cm (21 in), bao gồm bốn ống trước mũi và một ống phía đuôi, và mang theo tổng cộng 14 quả ngư lôi, hoặc tối đa 22 quả thủy lôi TMA, hoặc 33 quả TMB. Tàu ngầm Type VIIC bố trí một hải pháo 8,8 cm SK C/35 cùng một pháo phòng không 2 cm (0,79 in) trên boong tàu. Thủy thủ đoàn bao gồm 4 sĩ quan và 40-56 thủy thủ.

### Chế tạo
U-626 được đặt hàng vào ngày 15 tháng 8, 1940, và được đặt lườn tại xưởng tàu của hãng Blohm & Voss ở Hamburg vào ngày 28 tháng 7, 1941. Nó được hạ thủy vào ngày 15 tháng 4, 1942, và nhập biên chế cùng Hải quân Đức Quốc Xã vào ngày 11 tháng 6, 1942 dưới quyền chỉ huy của Hạm trưởng, Thiếu úy Hải quân Hans-Botho Bade.

## Lịch sử hoạt động
U-626 vẫn đang trong giai đoạn chạy thử máy và huấn luyện trong thành phần Chi hạm đội U-boat 5 trong biển Baltic, khi nó gặp tai nạn va chạm làm đắm tàu ngầm U-222. Sự kiện xảy ra vào ngày 2 tháng 9 ở vị trí về phía Tây Pillau, Đông Phổ (nay là Baltiysk thuộc tỉnh Kaliningrad, Liên bang Nga), tại tọa độ 54°25′B 19°30′Đ / 54,417°B 19,5°Đ. 42 người trong số thành viên thủy thủ đoàn của U-222 đã thiệt mạng trong tai nạn, chỉ có ba người sống sót được cứu vớt.
Sau khi hoàn tất việc huấn luyện, U-626 được điều sang Chi hạm đội U-boat 6 từ ngày 1 tháng 11, 1942 để hoạt động trên tuyến đầu cho đến khi bị mất. Vào cuối tháng 11, chiếc tàu ngầm di chuyển từ cảng Kiel, Đức đến cảng Bergen, Na Uy, rồi khởi hành từ đây vào ngày 8 tháng 12 cho chuyến tuần tra duy nhất trong chiến tranh. Con tàu băng qua khe GI-UK giữa Iceland và quần đảo Faroe để vòng qua quần đảo Anh và hoạt động tại khu vực Trung tâm Bắc Đại Tây Dương. Nó báo cáo về căn cứ qua vô tuyến lần sau cùng vào ngày 14 tháng 12, tại tọa độ 58°40′B 20°00′T / 58,667°B 20°T, và sau đó hoàn toàn mất liên lạc. U-626 được cho là đã mất với tổn thất toàn bộ 47 thành viên thủy thủ đoàn trên tàu.
Trước đây có nguồn cho rằng U-626 bị đánh chìm trong Bắc Đại Tây Dương vào ngày 15 tháng 12 bởi mìn sâu thả từ tàu cutter USCGC Ingham thuộc lực lượng Tuần duyên Hoa Kỳ. Tuy nhiên sự kiện này xảy ra tại địa điểm cách vị trí của U-626 đến 200 nmi (370 km), và không có chứng cứ rõ ràng nào xác nhận mục tiêu bị tấn công là một tàu ngầm.